# Strada statale 122 bis Agrigentina
La strada statale 122 bis Agrigentina (SS 122 bis) è una strada statale italiana che si estende per circa 15 km tra Caltanissetta e Santa Caterina Villarmosa. Essa rappresenta il più importante asse di collegamento tra i due centri.
La prima parte del tracciato, per 5,4 km, dal bivio sulla strada statale 122 Agrigentina allo svincolo di Caltanissetta-Xirbi sulla Strada statale 640 Strada degli Scrittori cade sotto la gestione del comune di Caltanissetta, mentre i restanti 9,9 km sono di competenza dell'ANAS.

## Descrizione
La strada ha origine nel centro storico di Caltanissetta, in piazza Garibaldi, dove incrocia corso Vittorio Emanuele, che rappresenta il tratto urbano della strada statale 122 Agrigentina. Essa segue il percorso di corso Umberto e di un tratto di via Redentore, quindi prosegue per via Messina e via Borremans, e si dirige verso la periferia percorrendo il versante nord-occidentale del monte San Giuliano.
Tutto il percorso è caratterizzato da pendenze più o meno accentuate. Dopo il primo tratto in salita, ricadente all'interno del perimetro abitato della città, inizia un tratto in discesa con una forte pendenza che attraversa le contrade San Giuliano, La Spia e Abbazia Santuzza, fino allo svincolo con la strada statale 640 Strada degli Scrittori, dopo il quale la strada si fa più pianeggiante e le curve più ampie; raggiunge la sua quota più bassa presso Xirbi. Dopo Borgo Petilia comincia un tratto di strada in salita, caratterizzato da tornanti e curve a stretto raggio, con una forte pendenza per tutta contrada Garistoppa. Per tutto il resto del percorso, la strada si presenta molto tortuosa, per lo più in salita. Dopo aver attraversato contrada Portella del Vento, giunge al bivio Barriera Noce, dove si innesta con la strada statale 121 Catanese, a circa 2 km a est dal centro abitato di Santa Caterina Villarmosa.
Lungo il suo tragitto attraversa Xirbi e Borgo Petilia, frazioni di Caltanissetta, e la stazione di Caltanissetta Xirbi.
Un tratto di strada di 2,5 km denominato circonvallazione per Xiboli congiungeva la SS 122 con la SS 122 bis con un percorso lungo il versante orientale del colle Sant'Anna e del monte San Giuliano, permettendo di evitare l'attraversamento urbano di Caltanissetta in un periodo in cui l'assenza dell'autostrada A19 (aperta solo nel 1975) rendeva l'arteria molto trafficata.
La circonvallazione si distaccava dalla SS 122 in via Xiboli, nei pressi degli stabilimenti Averna e proseguiva per le contrade Santo Spirito e La Spia, dove si innestava con la SS 122 bis. Il segmento di contrada La Spia è completamente interdetto al traffico dagli anni settanta, a seguito di un disastroso evento franoso che l'ha resa impercorribile, mentre il resto della strada è stato rinominato via di Santo Spirito ed è in esercizio.

### Tabella percorso
| Agrigentina |                              |      |           |
| Tipo        | Indicazione                  | ↓km↓ | Provincia |
|             | Caltanissetta Agrigentina    | 0,0  | CL        |
|             | Strada degli Scrittori       | 5,1  | CL        |
|             | per Xirbi                    | 6,1  | CL        |
|             | Borgo Petilia                | 8,0  | CL        |
|             | Portella del Vento           | 12,7 | CL        |
|             | Bivio Barriera Noce Catanese | 15,3 | CL        |

## Lavori e progetti
L'ANAS ha finanziato la costruzione di un passante da realizzare nell'ambito dei lavori di compensazione per il raddoppio della SS 640. La tratta interessata, ricadente sotto la gestione del comune di Caltanissetta, collega la città all'attuale svincolo Caltanissetta-Xirbi sulla SS 640. Il nuovo tracciato si estenderà per circa 5 km in sostituzione dell'attuale tortuoso sedime della SS 122 bis nelle contrade San Giuliano (via Borremans), Rovetto e Abbazia Santuzza, rappresentando un asse a scorrimento veloce tra la costruenda SS 640 e il centro di Caltanissetta.
Nello stesso contesto ricade il progetto di ricostruzione del tratto di circonvallazione in contrada La Spia al fine di realizzare un collegamento veloce e diretto tra il villaggio Santa Barbara e la nuova superstrada.